# Acacia leiophylla
Acacia leiophylla é uma espécie de leguminosa do gênero Acacia, pertencente à família Fabaceae.